# Australische Basketballnationalmannschaft
Die australische Basketballnationalmannschaft der Herren, in Australien meist Boomers genannt, repräsentiert Australien bei internationalen Basketballwettbewerben. Als stärkste Mannschaft Ozeaniens ist sie seit Anfang der 1970er Jahre regelmäßiger Teilnehmer an Weltmeisterschaften sowie Olympischen Spielen und war jahrzehntelang Seriensieger der Ozeanienmeisterschaft.

## Geschichte
Als Australiens erster Basketball-Star internationalen Ranges gilt Eddie Palubinskas, der Topscorer des Basketballturniers bei den Olympischen Spielen 1976 wurde. Unter Führung von Trainer Lindsay Gaze, der auch einer der wichtigsten australischen Spieler der 1960er-Jahre gewesen war, und Aufbauspieler Phil Smyth gelangen Anfang der 1980er-Jahre Achtungserfolge wie der Sieg gegen den späteren Silbermedaillengewinner Italien bei den Olympischen Spielen 1980, als Australien die Zwischenrunde nur aufgrund des schlechteren Korbverhältnisses verpasste, und der 5. Platz bei der Weltmeisterschaft 1982.
Im weiteren Verlauf des Jahrzehnts sowie in den 1990er-Jahren führte vor allem Lindsay Gaze' Sohn Andrew Gaze die Mannschaft insgesamt dreimal (1988, 1996, 2000) ins olympische Halbfinale, ohne jedoch eine Medaille gewinnen zu können. Dabei gelangen zahlreiche Siege gegen hoch eingeschätzte Gegner, u. a. 1988 gegen Spanien, 1996 gegen Kroatien und 2000 erneut gegen Spanien sowie gegen Italien und Russland. Zudem sammelten in dieser Zeit mehrere australische Spieler NBA-Erfahrung (neben Gaze Luc Longley, Mark Bradtke, Shane Heal und Chris Anstey; lediglich Longley konnte sich dauerhaft in der NBA etablieren).
Nach den Olympischen Spielen 2000 im eigenen Land jedoch beendeten viele dieser Spieler ihre Nationalmannschaftskarriere. Prompt verpasste Australien durch die Niederlage gegen Neuseeland bei der Ozeanienmeisterschaft 2001 erstmals seit 1968 wieder ein großes Turnier. Jedoch wurde gleichzeitig ein Umbruch vollzogen, der vor allem den Aufstieg von Andrew Bogut, der Australien 2003 zum Junioren-Weltmeistertitel geführt hatte und 2005 als erster Australier Nr.1-Pick einer NBA-Draft wurde, bedeutete.
Der große Triumph blieb den Australiern jedoch verwehrt. Bei den Olympischen Spielen 2008 und 2012 schied man jeweils im Viertelfinale aus und belegte in beiden Turnieren den siebten Platz. Auch bei den Basketball-Weltmeisterschaften 2006, 2010 und 2014 kamen die Australier nicht über das Achtelfinale hinaus. Seit einigen Jahren spielen jedoch vermehrt australische Spieler in der NBA, neben Bogut etwa Matthew Dellavedova, Dante Exum, Patty Mills, Joe Ingles, Andrew Bogut, Cameron Bairstow und Aron Baynes. Der australische Jugendspieler Ben Simmons spielte für das US-College Louisiana State University und zählt zu den größten Basketballtalenten weltweit. Beim NBA-Draft 2016 wurde er nach Bogut der zweite Australier, der an erster Stelle ausgewählt wurde.

## Abschneiden bei internationalen Wettbewerben
Weltmeisterschaften
- 1950–1967  – nicht teilgenommen
- 1970 – 12. Platz
- 1974 – 12. Platz
- 1978 – 7. Platz
- 1982 – 5. Platz
- 1986 – Vorrunde
- 1990 – 7. Platz
- 1994 – 5. Platz
- 1998 – Zwischenrunde
- 2002 – nicht qualifiziert
- 2006 – Achtelfinale
- 2010 – Achtelfinale
- 2014 – 12. Platz
- 2019 – 4. Platz
- 2023 – 10. Platz

Olympische Spiele
- 1948 – nicht qualifiziert
- 1952 – nicht qualifiziert
- 1956 – 12. Platz
- 1960 – nicht qualifiziert
- 1964 – 9. Platz
- 1968 – nicht qualifiziert
- 1972 – 9. Platz
- 1976 – 8. Platz
- 1980 – 8. Platz
- 1984 – 7. Platz
- 1988 – 4. Platz
- 1992 – 6. Platz
- 1996 – 4. Platz
- 2000 – 4. Platz
- 2004 – 9. Platz
- 2008 – Viertelfinale, 7. Platz
- 2012 – Viertelfinale, 7. Platz
- 2016 – 4. Platz
- 2020 – . Platz

Ozeanienmeisterschaften
- 1971 – . Platz
- 1975 – . Platz
- 1978 – . Platz
- 1979 – . Platz
- 1981 – . Platz
- 1983 – . Platz
- 1985 – . Platz
- 1987 – . Platz
- 1989 – . Platz
- 1991 – . Platz
- 1993 – . Platz
- 1995 – . Platz
- 1997 – . Platz
- 1999 – nicht teilgenommen

- 2001 – . Platz
- 2003 – . Platz
- 2005 – . Platz
- 2007 – . Platz
- 2009 – . Platz
- 2011 – . Platz
- 2013 – . Platz
- 2015 – . Platz

Asienmeisterschaft
- 2017 – . Platz
- 2022 – . Platz
- 2025 – . Platz

## Kader
| Spieler | Spieler             | Spieler           | Spieler | Spieler | Spieler  | Spieler                |
| Nr.     | Name                | Geburt            | Größe   | Info    | Einsätze | Verein                 |
| ------- | ------------------- | ----------------- | ------- | ------- | -------- | ---------------------- |
|         |                     | Guards (PG, SG)   |         |         |          |                        |
| 1       | Dyson Daniels       | 17.03.2003        | 198 cm  |         |          | Atlanta Hawks          |
| 3       | Josh Giddey         | 10.10.2002        | 203 cm  |         |          | Chicago Bulls          |
| 5       | Patty Mills         | 11.08.1988        | 183 cm  |         |          | Miami Heat             |
| 6       | Josh Green          | 16.11.2000        | 196 cm  |         |          | Charlotte Hornets      |
| 8       | Matthew Dellavedova | 08.09.1990        | 191 cm  |         |          | Melbourne United       |
| 11      | Dante Exum          | 13.07.1995        | 196 cm  |         |          | Dallas Mavericks       |
| 7       | Joe Ingles          | 02.10.1987        | 203 cm  |         |          | Minnesota Timberwolves |
| 15      | Nick Kay            | 03.08.1992        | 206 cm  |         |          | Shimane Susanoo Magic  |
|         |                     | Forwards (SF, PF) |         |         |          |                        |
| 17      | Jack McVeigh        | 27.06.1996        | 203 cm  |         |          | Tasmania JackJumpers   |
|         |                     | Center (C)        |         |         |          |                        |
| 13      | Jock Landale        | 25.10.1995        | 211 cm  |         |          | Houston Rockets        |
| 22      | Will Magnay         | 10.06.1998        | 208 cm  |         |          | Tasmania JackJumpers   |
| 26      | Duop Reath          | 26.06.1996        | 211 cm  |         |          | Portland Trailblazers  |

| Trainer    | Trainer         | Trainer         |
| Nat.       | Name            | Position        |
| ---------- | --------------- | --------------- |
| /          | Brian Goorjian  | Head Coach      |
| Australien | Matthew Nielsen | Assistenz-Coach |
| Australien | Adam Caporn     | Assistenz-Coach |

| Legende              | Legende            |
| Abk.                 | Bedeutung          |
| -------------------- | ------------------ |
| (C)                  | Mannschaftskapitän |
| Quellen              |                    |
| Teamhomepage         |                    |
| Ligahomepage         |                    |
| Stand: 31. Juli 2024 |                    |

| Legende              | Legende            |
| Abk.                 | Bedeutung          |
| -------------------- | ------------------ |
| (C)                  | Mannschaftskapitän |
| Quellen              |                    |
| Teamhomepage         |                    |
| Ligahomepage         |                    |
| Stand: 31. Juli 2024 |                    |

## Ehemalige Kader
| Nr. | Name                | Geburtsdatum    | Größe  | Position | Einsätze | Club                   |
| --- | ------------------- | --------------- | ------ | -------- | -------- | ---------------------- |
| 1   | Dyson Daniels       | 17.03.2003      | 198 cm | Guard    |          | Atlanta Hawks          |
| 3   | Josh Giddey         | 10.10.2002      | 203 cm | Guard    |          | Chicago Bulls          |
| 5   | Patty Mills         | 11.08.1988      | 183 cm | Guard    |          | Miami Heat             |
| 6   | Josh Green          | 16.11.2000      | 200 cm | Guard    |          | Charlotte Hornets      |
| 8   | Matthew Dellavedova | 08.09.1990      | 191 cm | Guard    |          | Melbourne United       |
| 11  | Dante Exum          | 13.07.1995      | 198 cm | Guard    |          | Dallas Mavericks       |
| 7   | Joe Ingles          | 02.10.1987      | 203 cm | Forward  |          | Minnesota Timberwolves |
| 15  | Nick Kay            | 03.08.1992      | 206 cm | Forward  |          | Shimane Susanoo Magic  |
| 17  | Jack McVeigh        | 27.06.1996      | 203 cm | Forward  |          | Tasmania JackJumpers   |
| 13  | Jock Landale        | 25.10.1995      | 211 cm | Center   |          | Houston Rockets        |
| 22  | Will Magnay         | 10.06.1998      | 208 cm | Center   |          | Tasmania JackJumpers   |
| 26  | Duop Reath          | 26.06.1996      | 211 cm | Center   |          | Portland Trailblazers  |
|     | Brian Goorjian      | Head Coach      |        |          |          |                        |
|     | Matthew Nielsen     | Assistenz-Coach |        |          |          |                        |
|     | Adam Caporn         | Assistenz-Coach |        |          |          |                        |

| Nr. | Name             | Geburtsdatum    | Größe  | Position | Einsätze | Club                   |
| --- | ---------------- | --------------- | ------ | -------- | -------- | ---------------------- |
| 1   | Dyson Daniels    | 17.03.2003      | 198 cm | Guard    |          | New Orleans Pelicans   |
| 3   | Josh Giddey      | 10.10.2002      | 203 cm | Guard    |          | Oklahoma City Thunder  |
| 4   | Chris Goulding   | 24.10.1988      | 192 cm | Guard    |          | Paris Basketball       |
| 5   | Patty Mills      | 11.08.1988      | 183 cm | Guard    |          | Oklahoma City Thunder  |
| 6   | Josh Green       | 16.11.2000      | 200 cm | Guard    |          | Dallas Mavericks       |
| 11  | Dante Exum       | 13.07.1995      | 198 cm | Guard    |          | Dallas Mavericks       |
| 2   | Matisse Thybulle | 04.03.1997      | 196 cm | Forward  |          | Portland Trail Blazers |
| 7   | Joe Ingles       | 02.10.1987      | 203 cm | Forward  |          | Orlando Magic          |
| 9   | Xavier Cooks     | 19.08.1995      | 203 cm | Forward  |          | Washington Wizards     |
| 10  | Jack White       | 05.08.1997      | 200 cm | Forward  |          | Oklahoma City Thunder  |
| 15  | Nick Kay         | 03.08.1992      | 206 cm | Forward  |          | Shimane Susanoo Magic  |
| 26  | Duop Reath       | 26.06.1996      | 211 cm | Center   |          | Al Riyadi Club Beirut  |
|     | Brian Goorjian   | Head Coach      |        |          |          |                        |
|     | Matthew Nielsen  | Assistenz-Coach |        |          |          |                        |
|     | Adam Caporn      | Assistenz-Coach |        |          |          |                        |
|     | David Patrick    | Assistenz-Coach |        |          |          |                        |

| Nr. | Name                | Position        | Geburtsdatum | Größe  | Einsätze | Club                |
| --- | ------------------- | --------------- | ------------ | ------ | -------- | ------------------- |
| 4   | Chris Goulding      | Guard           | 24.10.1988   | 192 cm |          | Melbourne United    |
| 5   | Patty Mills         | Guard           | 11.08.1988   | 183 cm |          | San Antonio Spurs   |
| 6   | Josh Green          | Guard           | 16.11.2000   | 200 cm |          | Dallas Mavericks    |
| 8   | Matthew Dellavedova | Guard           | 08.09.1990   | 193 cm |          | Cleveland Cavaliers |
| 9   | Nathan Sobey        | Guard           | 14.07.1990   | 193 cm |          | Brisbane Bullets    |
| 11  | Dante Exum          | Guard           | 13.07.1995   | 198 cm |          | Houston Rockets     |
| 7   | Joe Ingles          | Forward         | 02.10.1987   | 203 cm |          | Utah Jazz           |
| 10  | Matisse Thybulle    | Forward         | 04.03.1997   | 196 cm |          | Philadelphia 76ers  |
| 15  | Nick Kay            | Forward         | 03.08.1992   | 206 cm |          | Real Betis          |
| 12  | Aron Baynes         | Center          | 09.12.1986   | 208 cm |          | Toronto Raptors     |
| 13  | Jock Landale        | Center          | 25.10.1995   | 211 cm |          | Melbourne United    |
| 14  | Duop Reath          | Center          | 26.06.1996   | 211 cm |          | Crvena Zvezda       |
|     | Brian Goorjian      | Head Coach      |              |        |          |                     |
|     | Matthew Nielsen     | Assistenz-Coach |              |        |          |                     |
|     | Adam Caporn         | Assistenz-Coach |              |        |          |                     |

## Weitere bekannte Nationalspieler
- Ben Simmons –  Brooklyn Nets
- Luke Schenscher – Karriere beendet
- Andrew Gaze – Karriere beendet
- Shane Heal – Karriere beendet
- Luc Longley – Karriere beendet
- Matthew Nielsen – Karriere beendet